# ГЕС Huánglóngtān
ГЕС Huánglóngtān (黄龙滩水电站) — гідроелектростанція у центральній частині Китаю в провінції Хубей. Знаходячись після ГЕС Xiǎoxuán, становить нижній ступінь каскаду на річці Духе, правій притоці Ханьшуй (лівий доплив Янцзи).
У межах проекту річку перекрили бетонною греблею висотою 107 метрів та довжиною 371 метр, яка потребувала 980 тис. м3 матеріалу. Вона утримує водосховище з об'ємом 1012 млн м3 (корисний об'єм 598,5 млн м3) та нормальним рівнем поверхні на позначці 247 метрів НРМ. Під час повені об'єм може зростати до 1162 млн м3.
Ресурс зі сховища через два напірні водоводи з діаметром 6,5 метра подається до пригреблевого машинного залу. У середині 1970-х його обладнали двома турбінами типу Френсіс потужністю 75 МВт, які використовували напір у 58 метрів та забезпечували виробництво 759 млн кВт-год електроенергії на рік. На початку 1990-х турбіни модернізували до показника у 85 МВт.
У 2002—2005 роках поряд зі старим звели ще один машинний зал, де встановили дві турбіни потужністю по 170 МВт.